# 10. etape af Tour de France 2008
Tiende etape af Tour de France 2008 blev kørt mandag d. 14. juli og gik fra Pau til Hautacam.
Ruten var 156 km lang.
- Etape: 10
- Dato: 14. juli
- Længde: 156 km
- Danske resultater:

118. Nicki Sørensen + 33.14
- Gennemsnitshastighed: 36,1 km/t

## Sprint og bjergpasseringer

### 1. sprint (Lamarque-Pontacq)
Efter 44 km
| Vinder | Óscar Freire    | 6p |
| 2.     | Romain Feillu   | 4p |
| 3.     | Filippo Pozzato | 2p |

### 2. sprint (Pouzac)
Efter 74,5 km
| Vinder | Óscar Freire   | 6p |
| 2.     | Leonardo Duque | 4p |
| 3.     | Jérémy Roy     | 2p |

### 1. bjerg (Côte de Bénéjacq)
3. kategori stigning efter 38,5 km
| Plads | Navn               | Point |
| ----- | ------------------ | ----- |
| 1.    | David de la Fuente | 4     |
| 2.    | Filippo Pozzato    | 3     |
| 3.    | Leonardo Duque     | 2     |
| 4.    | Pierrick Fédrigo   | 1     |

### 2. bjerg (Loucrup)
3. kategori stigning efter 67 km
| Plads | Navn             | Point |
| ----- | ---------------- | ----- |
| 1.    | Leonardo Duque   | 4     |
| 2.    | Rémy Di Gregorio | 3     |
| 3.    | Markus Fothen    | 2     |
| 4.    | Jérémy Roy       | 1     |

### 3. bjerg (Col du Tourmalet)
HC stigning efter 106 km
| Plads | Navn              | Point |
| ----- | ----------------- | ----- |
| 1.    | Rémy Di Gregorio  | 20    |
| 2.    | Jérémy Roy        | 18    |
| 3.    | Hubert Dupont     | 16    |
| 4.    | Leonardo Duque    | 14    |
| 5.    | Markus Fothen     | 12    |
| 6.    | Fabian Cancellara | 10    |
| 7.    | Óscar Freire      | 8     |
| 8.    | Riccardo Riccò    | 7     |
| 9.    | Jens Voigt        | 6     |
| 10.   | Carlos Sastre     | 5     |

### 4. bjerg (Hautacam)
HC stigning efter 156 km
| Plads | Navn                  | Point |
| ----- | --------------------- | ----- |
| 1.    | Leonardo Piepoli      | 40    |
| 2.    | Juan José Cobo        | 36    |
| 3.    | Fränk Schleck         | 32    |
| 4.    | Bernhard Kohl         | 28    |
| 5.    | Vladimir Efimkin      | 24    |
| 6.    | Riccardo Riccò        | 20    |
| 7.    | Carlos Sastre         | 16    |
| 8.    | Cadel Evans           | 14    |
| 9.    | Denis Mensjov         | 12    |
| 10.   | Christian Vande Velde | 10    |

## Udgåede ryttere
- 147 Jurij Trofimov fra Bouygues Télécom.

## Resultatliste
|    | Navn                  | Land       | Hold                | Tid     |
| -- | --------------------- | ---------- | ------------------- | ------- |
| 1  | Leonardo Piepoli      | Italien    | Saunier Duval-Scott | 4:19.27 |
| 2  | Juan José Cobo        | Spanien    | Saunier Duval-Scott | + 0.00  |
| 3  | Fränk Schleck         | Luxembourg | Team CSC-Saxo Bank  | + 0.28  |
| 4  | Bernhard Kohl         | Østrig     | Team Gerolsteiner   | + 1.06  |
| 5  | Vladimir Efimkin      | Rusland    | Ag2r-La Mondiale    | + 2.05  |
| 6  | Riccardo Riccò        | Italien    | Saunier Duval-Scott | + 2.17  |
| 7  | Carlos Sastre         | Spanien    | Team CSC-Saxo Bank  | + 2.17  |
| 8  | Cadel Evans           | Australien | Silence-Lotto       | + 2.17  |
| 9  | Denis Mensjov         | Rusland    | Rabobank            | + 2.17  |
| 10 | Christian Vande Velde | USA        | Team Garmin         | + 2.17  |